# Індійсько-перуанські відносини
Відносини між Індією та Перу розуміються як — міжнародні відносини, які існують між Індією та Перу.

## Історія
26 березня 1963 Індія та Перу встановили перші дипломатичні відносини, індійське посольство, що було розташоване в Чилі акредитували працювати також і в Перу. Індія відкрила свою першу постійну дипломатичну місію в Лімі у вересні 1969 року, а перший посол вступив на посаду в листопаді 1973 року. Перу в свою чергу підтримує посольство в Нью-Делі, яке також має акредитацію в Бангладеші, Ірані, Мальдівах, Непалі та Шрі-Ланці. Економічні відносини між двома країнами почали активно розвиватись у 90-х роках, це спричинено технологічним та економічним розвитком Індії та прагненням Перу збільшити свою присутність в Азії. Перу є членом Азіатсько-Тихоокеанського економічного співробітництва (АТЕС). Індійський інтерес до Перу почав зростати, в зв'язку з швидким економічним зростанням та швидкою індустріалізацією, Перу стала країною, що найшвидше розвивається в Латинській Америці.
Протягом цього періоду відбулось між країнами декілька дипломатичних візитів на найвищому рівні. Президент Перу Алан Гарсія був головним гостем на святкуванні Дня Республіки Індії в 1987 році. Президент Альберто Фухіморі відвідав Індію в травні 1997 року. Президент Індії К.Р Нараян відвідав Перу в 1998 році.
30 квітня 2003 року Конгрес Перу відновив лігу дружби між Перу та Індією. А у грудні 2007 року уряд Індії створив Парламентську групу дружби Індії та Перу.
У жовтні 2013 року дві країни підписали угоди про співпрацю в галузі освіти, культури та договір про створення Спільної комісії для сприяння розвитку двосторонніх відносин.
Перу підтримує затвердження кандидатури Індії на постійне членство в Раді Безпеки ООН, а також приймає сторону Індії в питаннях що стосуються Кашмірської суперечки. Уряд Перу «висловлює розуміння індійської позиції щодо Кашміру і співчуває їй, а також високо оцінює відповідальність та стриманість дій Індії в умовах серйозних провокацій. Перу підтримує позицію Індії про те, що подібні конфлікти повинні вирішуватися шляхом двостороннього діалогу, а не бути міжнародною проблемою»
У 2018 році дві країни відсвяткували 55 річницю двосторонніх зв'язків. Віце-президент Індії Вєнкая Найду, відвідав країну в травні 2018 року. На серпень 2018 року запланований третій раунд переговорів щодо підписання угоди про вільну торгівлю. Ця угода дуже важлива для Перу, оскільки вона дозволить відкрити країні доступ до індійських фармацевтичних та ІТ-секторів.

## Економічні відносини

### Торгівля
Наприкінці 2000-х досить активно почав розвиватись товарообіг між двома країнами. Так, в період 2000—2010 він збільшився від 250 млн доларів США в 2007, до 1,128 млрд дол. Сша в 2012 році. У 2012 році двосторонній товарообіг між двома країнами вперше перетнув позначку в мільярд доларів, що зробило Перу сьомим латиноамериканським торговим партнером Індії, зразу після Бразилії, Венесуели, Мексики, Чилі, Колумбії та Аргентини.
Двосторонній товарообіг між Індією та Перу в 2015—2016 роках становив 1,52 млрд дол. США, що на 23,19 % більше порівняно з попередніми роками. Індійський експорт до Перу становив 703,177 млн доларів, а імпорт з Перу — 320,796 млн.дол. Основними товарами, що експортуються з Індії до Перу є вежі із заліза та сталі, труби для нафтової та газової промисловості, автомобілі, мотоцикли, вироби із заліза та сталі, нитки з поліестеру та бавовни, а також фармацевтичні препарати. Основними товарами, що експортуються з Перу в Індію, є мідь, золото, фосфати кальцію, мінерали цинку та свинцю, рибне борошно, синтетичні кабелі та виноград.
Наразі дві країни ведуть переговори щодо створення угоди про вільну торгівлю.

### Інвестиції
Кілька індійських компаній інвестують в гірничодобувний сектор Перу, основну увагу приділяють залізній руді, марганцю, фосфатам та золоту. IFFCO володіє основним пакетом акцій у головній шахті фосфатів на півночі Перу, Zuari Agro має 30 % акцій (вартістю близько 36 мільйонів доларів) у шахті кам'яних фосфатів у тому ж регіоні. Також Індія придбала нафтовий блок у країні. Кілька індійських ІТ-фірм працюють в Перу чим активно розивають співпрацю у цій сфері. Tata Consultancy Services працює в Лімі, а Tech Mahindra розпочали свою діяльність в країні після придбання ізраїльської компанії LeadCom.
Redbus придбав майже весь пакет акцій перуанської компанії Busportal.pe. Провідні індійські фармацевтичні компанії мають представництво або місцеве дочірнє підприємство в Перу.
Перуанський виробник безалкогольних напоїв AJE Group відкрив індійську дочірню компанію AJE India Pvt. ТОВ в Махараштрі. Дочірня компанія почала свою діяльність у грудні 2010 року та інвестувала в Індію 15 мільйонів доларів до 2016 року. Автомобільна фірма Resemen SAC створила дочірню компанію в Нью-Делі під назвою Reliant Drilling Ltd., після того, як вона отримала контракт від Hindustan Zinc Ltd. Інші перуанські фірми з надання послуг, такі як Opermin та AAC Mining Execitors Ltd., також розпочали свою діяльність в Індії. Виробник мастильних матеріалів Vistony відкрив завод неподалік міста Реварі, Хар'яна.

## Оборонні відносини
Індія та Перу у жовтні 2013 року підписали угоду про співпрацю в сфері оборони з метою запобігання розповсюдженню зброї масового знищення. Угода дозволить Перу направити своїх військових в Індію на спільні навчання. Індія запропонувала перуанським військовим службовцям слоти в колегії служб оборонних служб у Веллінгтоні, Кочі. Оборонна угода також включає створення спеціальних частин для перуанських військових.
У 2013 від Перу делегували морського офіцера для відвідування 53-го курсу НДК у Нью-Делі.

## Індійська іноземна допомога
Індія внесла 500 000 доларів на ліквідацію наслідків катастроф від землетрусу, що відбувся 15 серпня 2007 року в Перу. Він також забезпечив фінансування програми з лісонасадження в парку імені Махатми Ганді в Лімі.
Громадяни Перу мають можливість отримувати гранти і стипендії в рамках Індійської програми технічного та економічного співробітництва організованої Індійською радою з питань культурних відносин. Багато перуанських дипломатів в свою чергу відвідували курси PCFD в Інституті іноземних служб в Індії.

## Культурні відносини
В 1987 Індія та Перу підписали першу угоду про культурну співпрацю. А в червні 2007 року була створена Індо-перуанська асоціація дружби (хінді: Bharat-Maitreyi Samiti). Це громадська організація, спрямована на сприяння розвиток дружби між двома країнами та демонстрацію перуанської культури та й поширення іспанської мови в Індії, а також на заохочення культурного обміну між професорами та студентами обох країн.
Mundo Latino — це латиноамериканський культурний центр, де зосереджені всі передові технології розвитку, він є частиною посольства Перу в Нью-Делі. У центрі пропонуються курси іспанської мови та танцю сальси в Нью Делі. Там також викладають англійську та гінді як курси іноземної мови.

## Індійці в Перу
За офіційними даними, станом на грудень 2016 року в Перу проживало 500 громадян Індії. ВОни формують свою громаду, яка бере активну участь в бізнесі та торгівлі. Також цю громаду складають кілька співробітників з організації «Місіонерс милосердя» та інших християнських організацій в Лімі, Хімботі та Пуно.
Також в Перу функціонують такі регіональні організації, як Заєць Кришна, Сай Баба та Брахма Кумаріс.

## Перуанці в Індії
За офіційними даними, станом на 2013 рік в Індії проживало близько 200 перуанців, більшість з яких — жінки. Населення в основному займається професорською та інженерною діяльність та навчається у місцевих університетах. Ще кілька були змушені переїхати, оскільки одружені з громадянами Індії. Більшість перуанської спільноти проживає в Деліській національній раді та інших штатах, таких як: Хар'яна, Махараштра, Уттар-Прадеш, Карнатака та Раджастан.